# 祖谷歴史文化道
祖谷歴史文化道（いやれきしぶんかどう）は、四国歴史文化道に指定されている徳島県の観光モデル地域。三好市とつるぎ町が対象。テーマは「平家伝説の道」。

## 名所
| 名所                             | 位置                             | 語り部               | 備考 |
| -------------------------------- | -------------------------------- | -------------------- | --- |
| 祖谷のかずら橋と祖谷渓谷         | 三好市西祖谷山村善徳（かずら橋） |                      | 平家の落人が考案したといわれる吊り橋で、野生のシラクチカズラで作られている。                                                       |
| 平家屋敷民俗資料館（西岡家住宅） | 三好市西祖谷山村東西岡46         |                      | 平家落人の生活用具や古文書など数百点を展示している。主屋と土蔵は三好市指定文化財。                                                 |
| 木村家住宅                       | 三好市東祖谷釣井107              |                      | 江戸時代に建築された山間部民家で寄棟造りの茅葺き、三間取りの形式で、元禄12年（1699年）の棟札があり国の重要文化財に指定されている。 |
| 旧喜多家住宅                     | 三好市東祖谷大枝43               |                      | 祖谷地方を征圧した北六郎三郎の子孫のこの地方で最も大きな武家屋敷。                                                                 |
| 平家屋敷（阿佐家）               | 三好市東祖谷阿佐                 |                      | 平国盛が隠れ住んだと言われる住宅。一般公開はしていない。                                                                           |
| 落合集落                         | 三好市東祖谷落合                 |                      | 種別「山村集落」で国の重要伝統的建造物群保存地区として選定されている                                                               |
| 旧小采家住宅                     | 三好市東祖谷菅生28               |                      | 江戸時代に建築された山間部民家で国の重要文化財に指定されている。                                                                   |
| 奥祖谷二重かずら橋               | 三好市東祖谷菅生                 |                      | 渡し木の間隔が広い男橋と渡し木の間隔が狭く長さも短い女橋の二つのかずら橋がかかる。                                                 |
| 剣神社                           | 三好市東祖谷菅生203              |                      | 平家再興を祈願して安徳天皇の髪と帯剣が奉納されたと伝わる神社。                                                                     |
| うだつ通り                       | 三好市池田町字マチ2465-1         | おいでなして池田会員 | 町の中心部の本町通りではその繁栄の名残をとどめるうだつ（防火璧）の町並み。                                                         |
| 二層うだつの町並み               | 美馬郡つるぎ町貞光北町-南町      |                      | 二段式の装飾豊かな防火璧を持つ商家が軒を連ねる町並み。                                                                             |